# Naroma varipes
Naroma varipes är en fjärilsart som beskrevs av Walker 1865. Naroma varipes ingår i släktet Naroma och familjen tofsspinnare. Inga underarter finns listade i Catalogue of Life.